# Hully-Gully
Hully Gully, ou Hully-Gully, voire Holly-Golly, est un genre musical et chorégraphique devenu essentiellement populaire au début des années 1960 et faisant partie de la pop music.
Le style musical prend naissance en 1958, lorsque les Américains Fred Sledge Smith and Cliff Goldsmith signent la chanson intitulée Baby Holly Gully, sortie en 1959 par le groupe The Olympics.

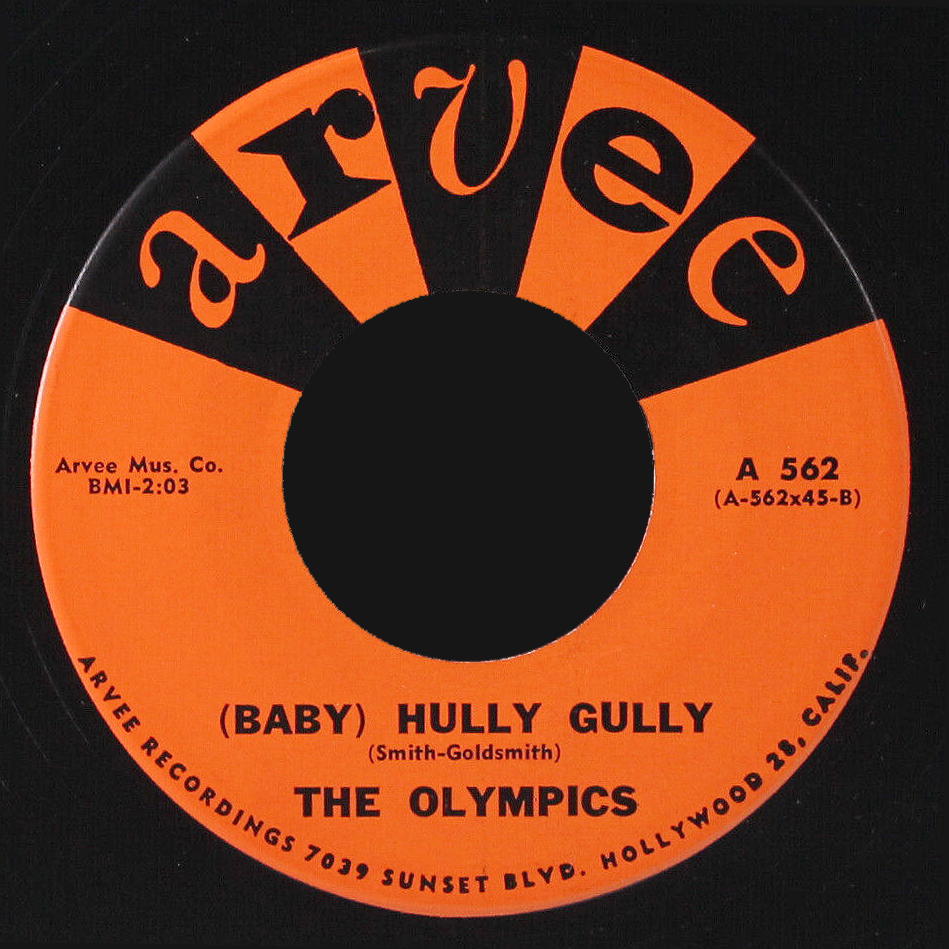
Le titre (Baby) Hully Gully par le groupe The Olympics (1959).

## Contexte historique
Entre le milieu des années 1950 et la fin des années 1960, une succession de vagues musicales et styles de danses populaires s'enchaînent, essentiellement auprès des jeunes et adolescents, parmi lesquelles la période du Rock'n'roll, du Twist, du Madison puis du Jerk représentent les plus marquantes.
L'expression « Hully Gully » ou « Hull da Gull » proviendrait d'un jeu populaire pour lequel un candidat secoue dans ses mains fermées une poignée de noix ou de graines et s'adresse à son adversaire en lui demandant « Hully Gully... Combien ? ».
Selon le célèbre animateur producteur de télévision américain Ed Sullivan, la première chorégraphie créée par Frank Rocco au Cadillac Hotel de Miami aurait utilisé la chanson du groupe The Olympics pour lancer la mode du Hully-Gully.

## Succès international
Au début des années 1960, après les États-Unis, le genre musical et sa chorégraphie connaissent un certain succès en Italie, puis dans le reste de l'Europe. Le musicarello (film musical italien) I ragazzi dell'Hully Gull (Les enfants du Hully Gully) accompagne notamment ce succès.
La chanson originale est reprise ou adaptée par des artistes nord-américains sous différents titres et paroles parmi lesquels on peut noter chronologiquement Buddy Guy (1960), Hollywood Argyles (1960), Chubby Checker (1961), The Marathons (1961), The Ventures (1962), The Dovells (1962), Cliff Bennett and the Rebel Rousers (1962), The Searchers, The Beach Boys (1965), Jackie Lee (1966), The Royal Guardsmen (1966), J. Geils Band (1976), Mike Bloomfield (1977), Grateful Dead (1981), Billy Vera and the Beaters (1987), Mary Kate Olsen et Ashley Olsen (1992), The A-Bones (1993), Petr Kotvald (2011), The Wiggles (2013).
À partir de 1962, Johnny Hallyday cosigne l'adaptation du titre en différentes versions pour plusieurs interprètes, parmi lesquels le groupe The Golden Stars (1963) ou Emil Dimitrov (1966), Claude François, Line Renaud, Sheila, et même le très populaire personnage Nounours de la série télévisée française pour la jeunesse, Bonne nuit les petits, fêtant la nouvelle année, le 1er janvier 1964. De même, les titres Da Doo Ron Ron interprétés par Johnny Hallyday puis Sylvie Vartan ou encore Première Surprise-Partie par Sheila, sont classés dans le genre Hully Gully, style aussi repris en France à la même période par différents artistes comme Lucky Blondo, Claude Bolling, Nicole Legendre ou la formation féminine Les Gam's.
En 1963, le film Les Tontons flingueurs exploite le filon avec l'adaptation du thème principal sous le titre Tamouré Hully-Gully, créée par Michel Magne, Carlo Rustichelli et Francis Lemarque.
On retrouve la même tendance musicale en Belgique en 1964 notamment avec le groupe belge The Jokers qui enregistre un instrumental intitulé Hully-Gully.

## Parodies
Une version parodique intitulée Wooly Bully est lancée en 1964 par le groupe américain Sam the Sham and the Pharaohs. En 1987, dans leur album Jour de fête, le groupe français Au Bonheur des dames adapte la chanson sous le titre Roulez bourrés.

## Attractions foraines

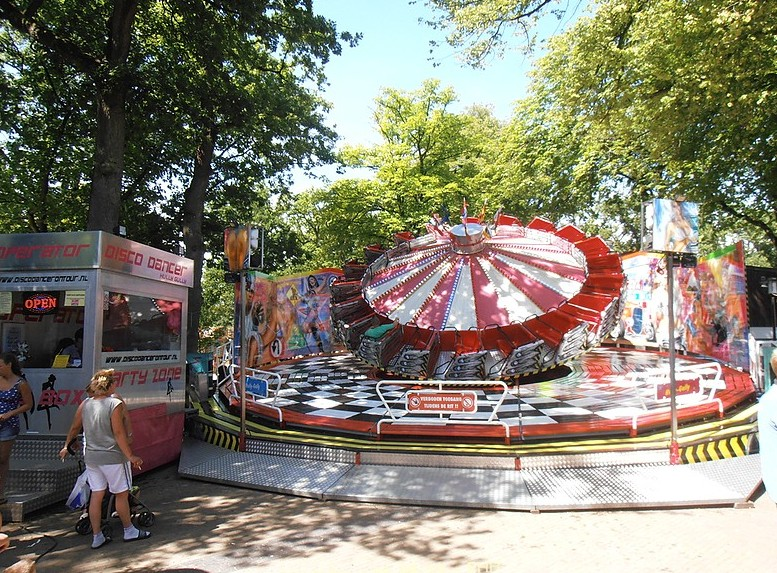
L'attraction foraine « Hully Gully » en Allemagne.

Le terme « Hully Gully » est aussi repris par certaines attractions foraines durant les années 1960.